# I'm Your Boogie Man
I'm Your Boogie Man is een nummer van de Amerikaanse band KC and The Sunshine Band uit 1977. Het is de derde single van hun vierde studioalbum Part 3. 
Volgens Richard Finch gaat het nummer over een dj in Miami. De boodschap van het nummer is de dj er altijd voor je is als je een plaat wil horen of wil praten over je persoonlijke leven, ongeacht wanneer. Het nummer zou oorspronkelijk "I'll Be a Son of a Gun" heten, maar de titel werd later gewijzigd in "I'm Your Boogie Man". De dj wordt in de tekst aangeduid met de term "Boogie Man". Het nummer werd bereikte de nummer 1-positie in de Amerikaanse Billboard Hot 100, en werd ook aan de andere kant van de oceaan een hit. In de Nederlandse Top 40 haalde het de 6e positie, terwijl in de Vlaamse Radio 2 Top 30 de 16e positie werd gehaald.

## Tracklijst
- 7"

1. "I'm Your Boogie Man" - 4:05
2. "Wrap Your Arms Around Me" - 3:47

## NPO Radio 2 Top 2000
I'm Your Boogie Man stond alleen in 2000 in de NPO Radio 2 Top 2000, op plek 1441.